# Моше Цви из Саврани
Моше́ Цви́ Ги́терман из Саврани (Мойше-Цви Савранер; ок. 1775 — 1838) — известный хасидский цадик XIX века, получивший известность как Савранский Ребе. Ученик Шимона Шломо Гитермана (I), Леви Ицхака из Бердичева и Баруха из Меджибожа (внука Баал-Шем-Това). Был влиятельным хасидским лидером западной Украины, число последователей которого исчисляется тысячами. Основал Савранскую хасидскую династию, которая существует и сегодня - её духовный центр располагается в Иерусалиме.

## Биография
Моше Цви Гитерман родился в 1775 году в городке Саврань, Украина. Его отец, Рабби Шимон Шломо (I), был магидом в Саврани и учеником Дов-Бера из Межерича, наследника Баала-Шем-Това, основателя хасидского движения в иудаизме.
В 1811 году Моше Цви Гитерман становится раввином местечка Саврань и лидером хасидов, основывает одну из влиятельных хасидских династий. Его авторитет как цадика постепенно возрастает. После смерти Леви Ицхака из Бердичева, Моше Цви Гитерман становится раввином Бердичева, а позже городов Умань и Кишинёв.
Рабби Моше Цви Гитерман приобрел репутацию ученого и мудреца, который проявлял интерес к происходящему в окружающем мире, и, возможно, благодаря этому его ценили маскилим (приверженцы просветительного движения Хаскала).
Продолжателями дела Савранского ребе в Саврани становятся его внуки раввин Ицхак Меир Агер и раввин Давид Гитерман.
Хасиды р. Моше Цви большей частью были сосредоточены в Подолье и частично в Бессарабии. В конце XIX века последователи дела р. Моше Цви (Савранского ребе) переселяются в уездный город Балта Подольской губернии. Здесь они закладывают строительство синагоги, впоследствии получившей название Савранской.
В Саврани похоронены рабби Авраам ха-Рофе (родился в 1725 г. в Истамбуле, Турция) и его сын рабби Шимон Шломо Гитерман (1750-1802 гг.) – магид из местечка Саврань Балтского уезда, отец Савранского ребе Моше Цви Гитермана.
Потомок савранских цадиков, нынешний Савранский ребе раввин Ицхак Меир Агер – живет в религиозном районе Хар Ноф в Иерусалиме и служит главой раввинского суда Иерусалима.